# Una Voce Particolare
Una Voce Particolare (een bijzondere stem) was een Nederlands muziekprogramma dat in het seizoen 1997-1998 voor het eerst op televisie werd uitgezonden, aanvankelijk door de TROS, maar vanaf seizoen 2005-2006 door de NCRV.
Una Voce Particolare was opgezet als een concours voor opkomende zangtalenten op het gebied van opera, operette en musical. De kandidaten, die veelal amateurzangers waren, kwamen uit Nederland en België. Zij werden bij hun optreden begeleid door een professioneel symfonieorkest. De dirigent van dit orkest was Jan Stulen, die soms werd afgewisseld door gastdirigenten.
De presentatie was in handen van Ernst Daniël Smid en de jury bestond uit 'bekende namen' uit de muziekwereld.
Er waren zes afleveringen (voorrondes) per seizoen en een finale. Per aflevering waren er vijf kandidaten, die uit een voorselectie waren gekomen; daarvan werd er een gekozen voor de finale. Er werd ook een wildcard gegeven voor degene die op de tweede plaats (runner-up) eindigde. Van alle tweede plaatsen werd er uiteindelijk nog een gekozen die ook mee mocht doen in de "grande finale" in de strijd om de titel Una Voce Particolare van dat seizoen.
Ter afsluiting werd aan het eind van elke aflevering het lied Libiamo ne' lieti calici uit de opera La traviata van Giuseppe Verdi door Ernst Daniël Smid en de kandidaten gezamenlijk gezongen.
Het programma is na het seizoen 2010 gestopt. De NCRV wilde er niet meer mee verdergaan vanwege bezuinigingen. De TROS had aangegeven wel interesse te hebben om het programma weer op de tv te brengen.
Sinds 2021 wordt door Omroep Max een soortgelijk programma uitgezonden onder de titel ARIA, gepresenteerd door Dionne Stax.